# Ӱ
Ӱ (kleingeschrieben ӱ, IPA-Aussprache y) ist ein Buchstabe des kyrillischen Alphabets, bestehend aus einem У mit Trema. Er wird in der chakassischen, Mari-, altaischen und der chantischen Sprache verwendet. 